# HD 70642 b
HD 70642 b (بالإنجليزية: HD 70642 b)‏ الذي يرمز له بالرمز HD 70642b، هو كوكب خارج المجموعة الشمسية، في كوكبة الكوثل، يتبع HD 70642 ‏.

## الاكتشاف
اكتشف في 3 يوليو 2003.